# Pośredni Wołoszyn
Der Pośredni Wołoszyn, auch Przedni Garb genannt, ist ein Berg in der polnischen Hohen Tatra mit einer Höhe von 2117 m n.p.m.

## Lage und Umgebung
Unterhalb des Gipfels liegen die Täler Dolina Roztoki und Dolina Waksmundzka. 
Nachbargipfel im Massiv des Wołoszyn sind Wielki Wołoszyn, der von ihm durch den Bergpass Wyżnia Wołoszyńska Przełęcz getrennt wird, und der Skrajny Wołoszyn, der von ihm durch den Bergpass Niżnia Wołoszyńska Przełęcz getrennt wird.

## Etymologie
Der Name Pośredni Wołoszyn lässt sich als Mittlerer Wołoszyn übersetzen. Der Alternativname Przedni Garb lässt sich als Vorderer Buckel übersetzen.

## Tourismus
Die Pośredni Wołoszyn war von 1903 bis 1932 Teil des Höhenwegs Orla Perć. Der Abschnitt vom Bergpass Krzyżne bis zur Alm Polana pod Wołoszynem wurde jedoch 1932 geschlossen. Das Gebiet stellt seither ein striktes Naturreservat dar. Es ist für Wanderer nicht zugänglich.

## Belege
- Zofia Radwańska-Paryska, Witold Henryk Paryski, Wielka encyklopedia tatrzańska, Poronin, Wyd. Górskie, 2004, ISBN 83-7104-009-1.
- Tatry Wysokie słowackie i polskie. Mapa turystyczna 1:25.000, Warszawa, 2005/06, Polkart ISBN 83-87873-26-8.